# 1112 (číslo)
Tisíc sto dvanáct je přirozené číslo, za nímž následuje číslo tisíc sto třináct a jemuž předchází číslo tisíc sto jedenáct. Římskými číslicemi se zapisuje MCXII.

## Matematika
1112 je:
- Složené číslo

## Astronomie
- (1112) Polonia je planetka hlavního pásu, kterou objevila v roce Pelageja Šajnová
- NGC 1112 je spirální galaxie v souhvězdí Berana

## Roky
- 1112
- 1112 př. n. l.